# Nick Marsh (Snookerspieler)
Nick Marsh (* 22. Juni 1966) ist ein ehemaliger englischer Snookerspieler aus Bideford, der im Jahr 2000 die English Amateur Championship gewann.

## Karriere
Bereits 1992 erreichte Marsh das Achtelfinale der English Amateur Championship, wurde aber zunächst im selben Jahr Profispieler. Große Teile der nächsten Jahre waren von Qualifikationsniederlagen geprägt, wenngleich er hin und wieder erst in den letzten Qualifikationsrunden der Ranglistenturniere ausschied. Immerhin konnte er zwei große Erfolge feiern: 1993 erreichte er bei einem Event der Strachan Challenge das Viertelfinale, später erreichte er die Hauptrunde der UK Championship 1994, immerhin das zweitwichtigste Snookerturnier nach der Snookerweltmeisterschaft. Trotzdem erreichte er in der Weltrangliste nie die Top 128; seinen Zenit erreichte er in der Saison 1996/97 mit Rang 131. Zu diesem Zeitpunkt hatte er seine Profikarriere aber bereits an den Nagel gehängt, da er nun aufgrund von Schulden in Vollzeit in seinen Beruf als Kremator arbeitete. Anschließend nahm er nur noch an Amateurturnieren teil und gewann 2000 gegen David Lilley die englische Meisterschaft. Das war aber sein einziger großer Erfolg, nach einer Teilnahme an der Europameisterschaft 2000, bei der er in der Gruppenphase ausschied, beendete er spätestens Mitte der 2000er-Jahre seine Karriere endgültig.

## Erfolge
| Ausgang         | Jahr | Turnier                              | Finalgegner   | Ergebnis |
| --------------- | ---- | ------------------------------------ | ------------- | -------- |
| Amateurturniere |      |                                      |               |          |
| Sieger          | 2000 | English Amateur Championship – South | Robert Cooper | 4:0      |
| Sieger          | 2000 | English Amateur Championship         | David Lilley  | 8:5      |